# Чемпіонат світу з кросу 2000
Чемпіонат світу з кросу 2000 був проведений 18-19 березня у Віламурі.
Місце кожної країни у командному заліку у кожному забігу визначалося сумою місць, які посіли перші четверо спортсменів цієї країни.

## Чоловіки

### Дорослі
| Першість | Золото                                                                              | Золото                  | Срібло                                                                                     | Срібло                 | Бронза                                                                                               | Бронза                  |
| -------- | ----------------------------------------------------------------------------------- | ----------------------- | ------------------------------------------------------------------------------------------ | ---------------------- | --- | ----------------------- |
| Особиста | Мохаммед Мурхіт Бельгія                                                             | 35.00                   | Ассефа Мезґебу Ефіопія                                                                     | 35.01                  | Пол Тергат Кенія                                                                                     | 35.02                   |
| Командна | КеніяПол Тергат Патрік Івуті Вілберфорс Талел Пол Коеч Чарльз Каматі Абрахам Чероно | 18 очок3 4 5 6 (7) (11) | ЕфіопіяАссефа Мезґебу Алемаєху Лемма Тесфає Тола Амбеса Толоса Дереє Тадесе Дебебе Деміссе | 682 16 23 27 (44) (74) | ПортугаліяЕдуарду Енрікеш Домінгуш Каштру Антонью Пінту Паулу Герра Альфреду Браш Альберту Маравілья | 6910 12 22 25 (56) (65) |

| Першість | Золото                                                                                | Золото                 | Срібло                                                                                             | Срібло                 | Бронза                                                                                 | Бронза                  |
| -------- | ------------------------------------------------------------------------------------- | ---------------------- | -------------------------------------------------------------------------------------------------- | ---------------------- | -------------------------------------------------------------------------------------- | ----------------------- |
| Особиста | Джон Кібовен Кенія                                                                    | 11.11                  | Семмі Кіпкетер Кенія                                                                               | 11.12                  | Пол Косгеї Кенія                                                                       | 11.15                   |
| Командна | КеніяДжон Кібовен Семмі Кіпкетер Пол Косгеї Леонард Джохер Абрахам Чебії Філіп Мосіма | 10 очок1 2 3 4 (5) (7) | ЕфіопіяХайлу Меконнен Абійоте Абате Даньє Алему Мілліон Вольде Данієль Зегеє Мохамед Аволь Ібрахім | 466 11 14 15 (32) (43) | МароккоСаїд ель Варді Алі Еззін Азіз Дріуш Юссеф Баба Салах ель Газі Абдулхак ель Горш | 688 13 18 29 (40) (108) |

### Юніори
| Першість | Золото                                                                                       | Золото                  | Срібло                                                                                           | Срібло                | Бронза                                                                 | Бронза             |
| -------- | -------------------------------------------------------------------------------------------- | ----------------------- | ------------------------------------------------------------------------------------------------ | --------------------- | ---------------------------------------------------------------------- | ------------------ |
| Особиста | Роберт Кіпчумба Кенія                                                                        | 25.43                   | Дункан Лебо Кенія                                                                                | 25.43                 | Джон Черуйот Корір Кенія                                               | 25.45              |
| Командна | КеніяРоберт Кіпчумба Дункан Лебо Джон Черуйот Корір Філемон Кемеї Едвін Коеч Кіплімо Мунерія | 10 очок1 2 3 4 (7) (10) | ЕфіопіяБерук Дебреворк Терефе Десаленг Лема Алемаєху Мідексса Діріба Демесе Тефера Тадессе Феїса | 478 9 12 18 (31) (65) | УгандаМартін Тороїтіч Пол Ваку Джоб Сікорія Тоні Окелло Боніфас Кіпроп | 6811 15 20 22 (27) |

## Жінки

### Дорослі
| Першість | Золото                                                                          | Золото                   | Срібло                                                                              | Срібло               | Бронза                                                                                 | Бронза                 |
| -------- | ------------------------------------------------------------------------------- | ------------------------ | ----------------------------------------------------------------------------------- | -------------------- | -------------------------------------------------------------------------------------- | ---------------------- |
| Особиста | Дерарту Тулу Ефіопія                                                            | 25.42                    | Гете Вамі Ефіопія                                                                   | 25.48                | Сюзан Чепкемеї Кенія                                                                   | 25.50                  |
| Командна | ЕфіопіяДерарту Тулу Гете Вамі Меріма Денбоба Аєлех Ворку Берхане Адере Аша Гігі | 20 очок1 2 8 9 (14) (28) | КеніяСюзан Чепкемеї Лідія Черомеї Лея Малот Кут Кутол Айрін Квамбаї Магделін Чемчор | 233 4 6 10 (11) (25) | СШАДіна Дроссін Джен Райнс Рейчел Саудер-Кінсман Кім Фітчен Донна Гарсія Елва Драєр[a] | 9812 13 36 37 (55) DNF |

| Першість | Золото                                                                                           | Золото                      | Срібло                                                                                    | Срібло                | Бронза | Бронза                 |
| -------- | ------------------------------------------------------------------------------------------------ | --------------------------- | ----------------------------------------------------------------------------------------- | --------------------- | --- | ---------------------- |
| Особиста | Кутре Дулеча Ефіопія                                                                             | 13.00                       | Захра Куазіз Марокко                                                                      | 13.00                 | Маргарет Нгото Кенія                                                                                      | 13.00                  |
| Командна | ПортугаліяКарла Сакраменту Фернанда Рібейру Елена Сампаю Маріна Бастуш Інеш Монтейру Аналія Роза | 46 очок7 10 13 16 (29) (45) | ЕфіопіяКутре Дулеча Їменашу Тає Гете Урге Генет Гебрегіоргіс Зенебеч Тадесе Луліт Легессе | 551 6 17 31 (37) (38) | ФранціяФатіма Івлен Ямна Белькасем Бландін Бітцнер-Дюкре Ракія Марауї-Кетьє Лоранс Дюкенуа Фатіма Гаджамі | 575 11 18 23 (30) (54) |

### Юніорки
| Першість | Золото                                                                                      | Золото                   | Срібло                                                                                         | Срібло             | Бронза                                                                            | Бронза                 |
| -------- | ------------------------------------------------------------------------------------------- | ------------------------ | ---------------------------------------------------------------------------------------------- | ------------------ | --------------------------------------------------------------------------------- | ---------------------- |
| Особиста | Вів'єн Черуйот Кенія                                                                        | 20.34                    | Еліс Тімбілілі Кенія                                                                           | 20.35              | Віола Кібівот Кенія                                                               | 20.36                  |
| Командна | КеніяВів'єн Черуйот Еліс Тімбілілі Віола Кібівот Фріда Домонголе Памела Кіпчоге Гледіс Руто | 12 очок1 2 3 6 (12) (34) | ЕфіопіяХарег Сіделіл Меріма Хашім Еєрусалем Кума Абебеч Негуссіє Веркнеш Кідане Безунеш Бекеле | 244 5 7 8 (9) (13) | ЯпоніяФудзіока Ріна Йосіда Каорі Тагао Томомі Нагао Ікуко Ікеда Мамі Саката Наоко | 7811 14 20 33 (50) DNF |

## Медальний залік
| Місце               | Країна              | Золото | Срібло | Бронза | Загалом |
| ------------------- | ------------------- | ------ | ------ | ------ | ------- |
| 1                   | Кенія               | 7      | 4      | 6      | 17      |
| 2                   | Ефіопія             | 3      | 7      | 0      | 10      |
| 3                   | Португалія          | 1      | 0      | 1      | 2       |
| 4                   | Бельгія             | 1      | 0      | 0      | 1       |
| 5                   | Марокко             | 0      | 1      | 1      | 2       |
| 6                   | США                 | 0      | 0      | 1      | 1       |
| 6                   | Уганда              | 0      | 0      | 1      | 1       |
| 6                   | Франція             | 0      | 0      | 1      | 1       |
| 6                   | Японія              | 0      | 0      | 1      | 1       |
| Загалом (9 збірних) | Загалом (9 збірних) | 12     | 12     | 12     | 36      |

## Українці на чемпіонаті
Єдиним представником України на чемпіонаті був представник Донецької області Сергій Лебідь, який взяв участь у обох чоловічих забігах, — на довгій дистанції він фінішував 8-м, а на фініші короткої — був 10-м.

## Відео
- Підсумки чемпіонату на YouTube